# Joe Kleine
Joseph William Kleine, detto Joe (Colorado Springs, 4 gennaio 1962), è un ex cestista statunitense, professionista nella NBA.

## Carriera
È stato selezionato dai Sacramento Kings al primo giro del Draft NBA 1985 (6ª scelta assoluta).
Con gli Stati Uniti ha disputato i Campionati mondiali del 1982 e i Giochi olimpici di Los Angeles 1984.

## Statistiche

### College
| Anno      | Squadra             | PG  | PT | MP   | TC%  | 3P% | TL%  | RP  | AP  | PRP | SP  | PP   |
| --------- | ------------------- | --- | -- | ---- | ---- | --- | ---- | --- | --- | --- | --- | ---- |
| 1980-1981 | Notre Dame F. Irish | 29  | 11 | 10,0 | 64,0 | -   | 75,0 | 2,4 | 0,4 | 0,2 | 0,2 | 2,6  |
| 1982-1983 | Ark. Razorbacks     | 30  | -  | 31,7 | 53,7 | -   | 63,3 | 7,3 | 0,6 | 0,6 | 0,3 | 13,3 |
| 1983-1984 | Ark. Razorbacks     | 32  | 32 | 36,7 | 59,5 | -   | 77,3 | 9,2 | 0,8 | 0,8 | 0,7 | 18,2 |
| 1984-1985 | Ark. Razorbacks     | 35  | 35 | 36,8 | 60,7 | -   | 72,0 | 8,4 | 0,7 | 1,1 | 0,5 | 22,1 |
| Carriera  | Carriera            | 126 | 78 | 29,4 | 58,7 | -   | 72,3 | 7,0 | 0,6 | 0,7 | 0,4 | 14,5 |

### NBA

#### Regular Season
| Anno       | Squadra             | PG  | PT  | MP   | TC%  | 3P%  | TL%  | RP  | AP  | PRP | SP  | PP  |
| ---------- | ------------------- | --- | --- | ---- | ---- | ---- | ---- | --- | --- | --- | --- | --- |
| 1985-1986  | Sacramento Kings    | 80  | 18  | 14,8 | 46,5 | -    | 72,3 | 4,7 | 0,6 | 0,3 | 0,4 | 5,2 |
| 1986-1987  | Sacramento Kings    | 79  | 31  | 21,0 | 47,1 | 0,0  | 78,6 | 6,1 | 0,9 | 0,4 | 0,4 | 7,9 |
| 1987-1988  | Sacramento Kings    | 82  | 60  | 24,4 | 47,2 | -    | 81,4 | 7,1 | 1,1 | 0,3 | 0,7 | 9,8 |
| 1988-1989  | Sacramento Kings    | 47  | 11  | 19,4 | 38,3 | 0,0  | 92,0 | 5,1 | 0,7 | 0,4 | 0,4 | 6,7 |
| 1988-1989  | Boston Celtics      | 28  | 2   | 17,8 | 45,7 | 0,0  | 82,8 | 4,9 | 1,1 | 0,5 | 0,2 | 6,1 |
| 1989-1990  | Boston Celtics      | 81  | 4   | 16,9 | 48,0 | 0,0  | 83,0 | 4,4 | 0,6 | 0,2 | 0,3 | 5,4 |
| 1990-1991  | Boston Celtics      | 72  | 1   | 11,8 | 46,8 | 0,0  | 78,3 | 3,4 | 0,3 | 0,2 | 0,2 | 3,6 |
| 1991-1992  | Boston Celtics      | 70  | 3   | 14,2 | 49,1 | 50,0 | 70,8 | 4,2 | 0,5 | 0,3 | 0,2 | 4,7 |
| 1992-1993  | Boston Celtics      | 78  | 3   | 14,5 | 40,4 | 0,0  | 70,7 | 4,4 | 0,5 | 0,2 | 0,2 | 3,3 |
| 1993-1994  | Phoenix Suns        | 74  | 4   | 11,5 | 48,8 | 45,5 | 76,9 | 2,6 | 0,6 | 0,2 | 0,3 | 3,9 |
| 1994-1995  | Phoenix Suns        | 75  | 42  | 12,9 | 44,9 | 0,0  | 85,7 | 3,5 | 0,5 | 0,2 | 0,2 | 3,7 |
| 1995-1996  | Phoenix Suns        | 56  | 9   | 11,8 | 42,0 | 28,6 | 80,0 | 2,4 | 0,8 | 0,2 | 0,1 | 2,9 |
| 1996-1997  | Phoenix Suns        | 23  | 10  | 15,9 | 40,0 | 100  | 72,2 | 3,5 | 0,5 | 0,4 | 0,3 | 3,4 |
| 1996-1997  | L.A. Lakers         | 8   | 0   | 3,8  | 25,0 | -    | 100  | 1,1 | 0,0 | 0,0 | 0,0 | 0,8 |
| 1996-1997  | N.J. Nets           | 28  | 0   | 16,2 | 42,7 | 50,0 | 72,2 | 4,1 | 0,8 | 0,3 | 0,4 | 3,0 |
| 1997-1998† | Chicago Bulls       | 46  | 1   | 8,6  | 36,8 | -    | 83,3 | 1,7 | 0,7 | 0,1 | 0,1 | 2,0 |
| 1998-1999  | Phoenix Suns        | 31  | 5   | 12,1 | 40,5 | 0,0  | 66,7 | 2,2 | 0,4 | 0,3 | 0,0 | 2,2 |
| 1999-2000  | Portland T. Blazers | 7   | 0   | 4,4  | 36,4 | -    | 100  | 0,9 | 0,3 | 0,1 | 0,0 | 1,6 |
| Carriera   | Carriera            | 965 | 204 | 15,2 | 45,3 | 27,1 | 79,4 | 4,1 | 0,6 | 0,3 | 0,3 | 4,8 |

#### Playoffs
| Anno     | Squadra          | PG | PT | MP   | TC%  | 3P%  | TL%  | RP  | AP  | PRP | SP  | PP  |
| -------- | ---------------- | -- | -- | ---- | ---- | ---- | ---- | --- | --- | --- | --- | --- |
| 1986     | Sacramento Kings | 3  | 0  | 15,0 | 38,5 | -    | 83,3 | 4,7 | 0,3 | 0,3 | 0,3 | 5,0 |
| 1989     | Boston Celtics   | 3  | 0  | 21,7 | 54,5 | 0,0  | 77,8 | 5,7 | 0,7 | 0,0 | 0,3 | 6,3 |
| 1990     | Boston Celtics   | 5  | 0  | 15,8 | 76,5 | 0,0  | 83,3 | 2,8 | 0,4 | 0,4 | 0,6 | 6,2 |
| 1991     | Boston Celtics   | 5  | 1  | 6,2  | 44,4 | -    | -    | 2,2 | 0,2 | 0,0 | 0,0 | 1,6 |
| 1992     | Boston Celtics   | 9  | 0  | 9,1  | 40,9 | 0,0  | 100  | 2,4 | 0,1 | 0,0 | 0,1 | 2,2 |
| 1993     | Boston Celtics   | 4  | 0  | 7,3  | 60,0 | -    | -    | 1,3 | 0,0 | 0,0 | 0,3 | 1,5 |
| 1994     | Phoenix Suns     | 8  | 0  | 10,1 | 42,9 | -    | 66,7 | 2,1 | 0,4 | 0,1 | 0,5 | 3,5 |
| 1995     | Phoenix Suns     | 10 | 10 | 16,7 | 57,4 | 50,0 | -    | 3,1 | 0,8 | 0,5 | 0,3 | 6,3 |
| 1996     | Phoenix Suns     | 2  | 0  | 4,0  | 0,0  | -    | -    | 0,5 | 0,0 | 0,5 | 0,0 | 0,0 |
| 1999     | Phoenix Suns     | 1  | 0  | 5,0  | 50,0 | -    | -    | 1,0 | 0,0 | 1,0 | 1,0 | 2,0 |
| Carriera | Carriera         | 50 | 11 | 11,8 | 51,5 | 20,0 | 79,3 | 2,7 | 0,4 | 0,2 | 0,3 | 3,8 |

## Palmarès
- McDonald's All-American Game (1980)
- Campionato NBA: 1

Chicago Bulls: 1998